# Fanny (film, 2013)
Pour les articles homonymes, voir Fanny.
Série
Marius
(2013)
Pour plus de détails, voir Fiche technique et Distribution.
Fanny est un film français réalisé par Daniel Auteuil, sorti en 2013. C'est l'adaptation cinématographique de Fanny, la deuxième pièce de théâtre de la trilogie marseillaise de Marcel Pagnol.
Le film sort le 10 juillet 2013 en France, le même jour que Marius, adaptation de la première pièce de la trilogie marseillaise de Marcel Pagnol.

## Synopsis
L'action se déroule sur le Vieux-Port de Marseille pendant l'entre-deux-guerres. Fanny, 18 ans, fille d'Honorine, une marchande de poissons, a laissé partir pour une expédition de cinq ans son amant Marius, fils de César, un cabaretier. Tous deux s'aimaient depuis l'enfance, mais lui rêvait surtout de naviguer vers des pays lointains.
Quand Fanny apprend qu'elle attend un enfant de Marius, elle est prête à l'élever seule. Cependant sa famille veut éviter le déshonneur et le dénuement d'une fille mère. Aussi lui demande-t-elle de se marier avec Honoré Panisse, un commerçant honorable et prospère. Il est veuf depuis peu et l'a déjà demandée en mariage malgré leurs trente ans d'écart. Fanny est désemparée mais probe. Elle dévoile son secret à Panisse. Celui-ci, sans enfant, se réjouit de pouvoir reconnaître un fils qui lui succéderait. Il veut toujours épouser Fanny à condition qu'elle garde secrète l'identité du géniteur. Quant à César, il est d'abord choqué par Panisse, son ami, qu'il juge dépravé. Puis il est furieux de ne pas pouvoir élever son petit-fils. Finalement, il donne son approbation morale pour assurer, à l'enfant et à sa mère, sécurité et richesse. De plus, Panisse offre à César de devenir le parrain.
Près de deux années ont passé depuis le mariage. Panisse couvre d'attentions sa femme et leur fils. Mais Fanny est toujours amoureuse de Marius. Et son amoureux a pris tardivement conscience de ses sentiments durant son voyage lointain. Il a décidé de revenir en Europe pour la reconquérir. Et comprenant que le petit est de lui, il veut aussi faire valoir ses droits sur lui. Panisse est prêt à rendre sa liberté à sa femme, mais refuse de laisser l'enfant à son rival : Marius a du courage pour les sacrifices qu'il demande aux autres. Finalement Fanny et César renvoient Marius en mer au nom de l'honneur et pour l'avenir de l'enfant : le père c'est celui qui aime.

## Fiche technique
- Titre original : Fanny
- Réalisation : Daniel Auteuil
- Scénario : Daniel Auteuil, d'après la pièce de théâtre Fanny de Marcel Pagnol
- Musique : Alexandre Desplat
- Photographie : Jean-François Robin
- Montage : Joëlle Hache
- Décors : Christian Marti
- Costumes : Pierre-Yves Gayraud
- Production : Alain Sarde, Daniel Auteuil et Jérôme Seydoux
- Producteur associé : Julien Madon
- Sociétés de production : Les Films Alain Sarde, Pathé et Zack Films, en association avec Indéfilms 1
- Distribution : Pathé Distribution
- Genre : mélodrame
- Durée : 102 minutes
- Pays d'origine :  France
- Langue originale : Français
- Date de sortie DVD : 13 novembre 2013
- Dates de sortie[1] :
  - France : 10 juillet 2013
  - Belgique : 9 octobre 2013

## Distribution
- Daniel Auteuil : César Ollivier, patron du Bar de la Marine
- Raphaël Personnaz : Marius Ollivier, son fils
- Victoire Bélézy : Fanny Cabanis, petite marchande de coquillages
- Jean-Pierre Darroussin : Honoré Panisse, maître voilier du Vieux-Port
- Marie-Anne Chazel : Honorine Cabanis, la mère de Fanny
- Nicolas Vaude : Monsieur Brun
- Barbara Laurent : Madame Brun
- Daniel Russo : Félix Escartefigue
- Georges Neri : Elzéar Panisse (frère ainé de Panisse)
- Ariane Ascaride : Claudine Foulon, sœur d'Honorine
- Jean-Louis Barcelona : Innocent Mangiapan (dit Frisepoulet), chauffeur du ferry-boat
- Roger Souza : le commis de maître Panisse
- Julien Cafaro : le facteur
- Martine Diotalevi : Madame Escartefigue
- Bernard Larmande : le docteur
- Michèle Granier : Anais
- Aline Choisi : Rosaline
- Vivette Choisi : Madame Roumieux
- Bonnafet Tarbouriech : le chauffeur du car
- Serge Uzan : le photographe du mariage

## LaTrilogie marseillaisede Daniel Auteuil
En 2013, les deux premiers opus de la Trilogie marseillaise sortent au cinéma en France, Marius et Fanny. Le dernier volet, César, n'est pas programmé à ce jour, et ne le sera sans doute jamais (Auteuil annonce en 2015 que « la trilogie Pagnol [...] c'est fini. Je suis passé à autre chose. »).